# Cardiodactylus kondoi
Cardiodactylus kondoi är en insektsart som beskrevs av Otte, D. 2007. Cardiodactylus kondoi ingår i släktet Cardiodactylus och familjen syrsor. Inga underarter finns listade i Catalogue of Life.